# Wilner Nazaire
Wilner Nazaire (Port-au-Prince, 1950. március 30. –) haiti válogatott labdarúgó.

## Fordítás
- Ez a szócikk részben vagy egészben  a   Wilner Nazaire című angol Wikipédia-szócikk fordításán alapul.  Az eredeti cikk szerkesztőit annak laptörténete sorolja fel. Ez a jelzés csupán a megfogalmazás eredetét és a szerzői jogokat jelzi, nem szolgál a cikkben szereplő információk forrásmegjelöléseként.